# Artur Nigmatullin
Artur Ėduardovič Nigmatullin (in russo Артур Эдуардович Нигматуллин?; Vladivostok, 17 maggio 1991) è un calciatore russo, portiere del Rubin.

## Carriera

### Club
Ha giocato nella prima divisione russa.

### Nazionale
Ha giocato nelle nazionali giovanili russe Under-19, Under-20 ed Under-21.